# Ursulinenklooster (Herk-de-Stad)

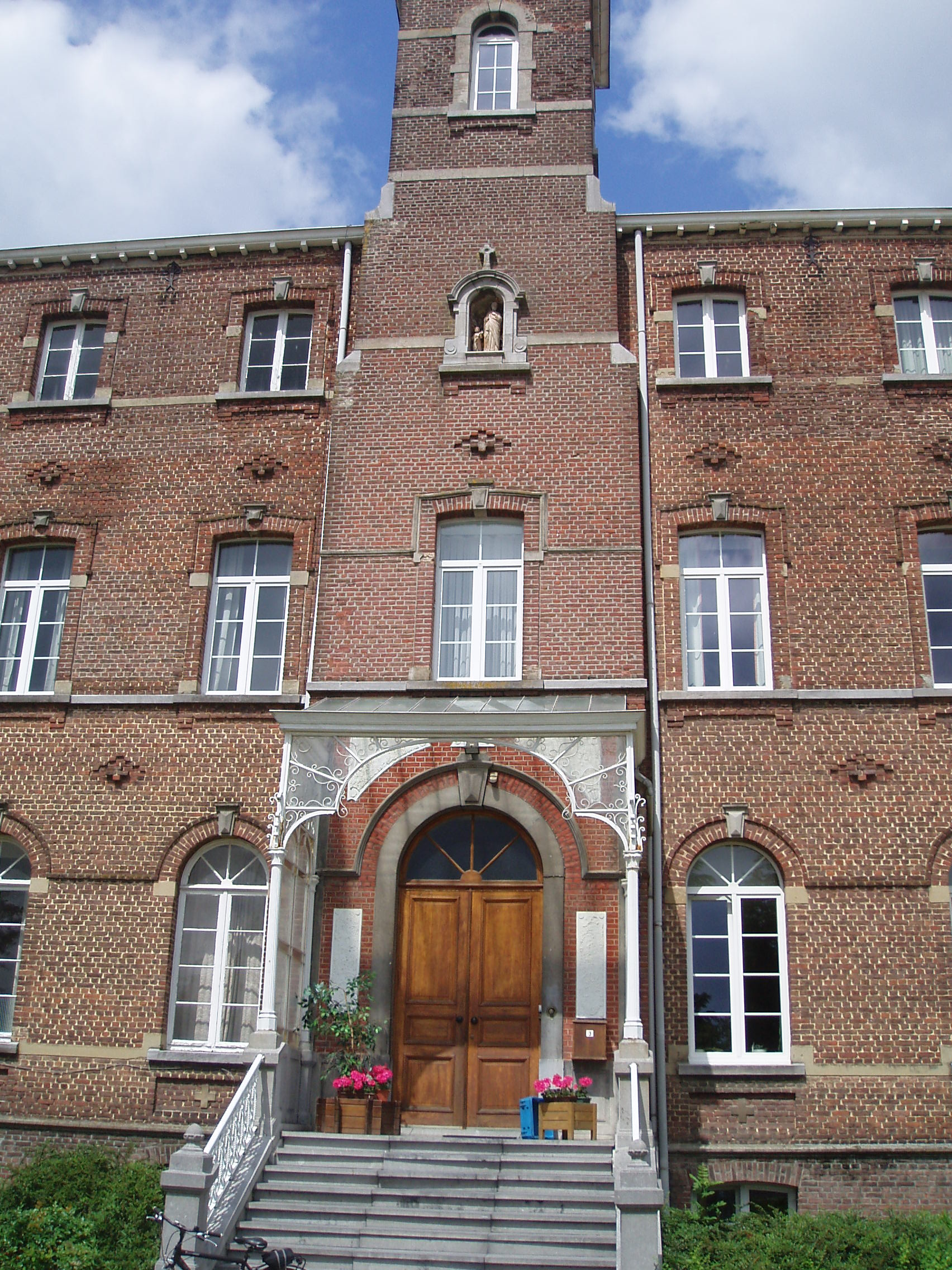
Ingang van het Ursulinenklooster

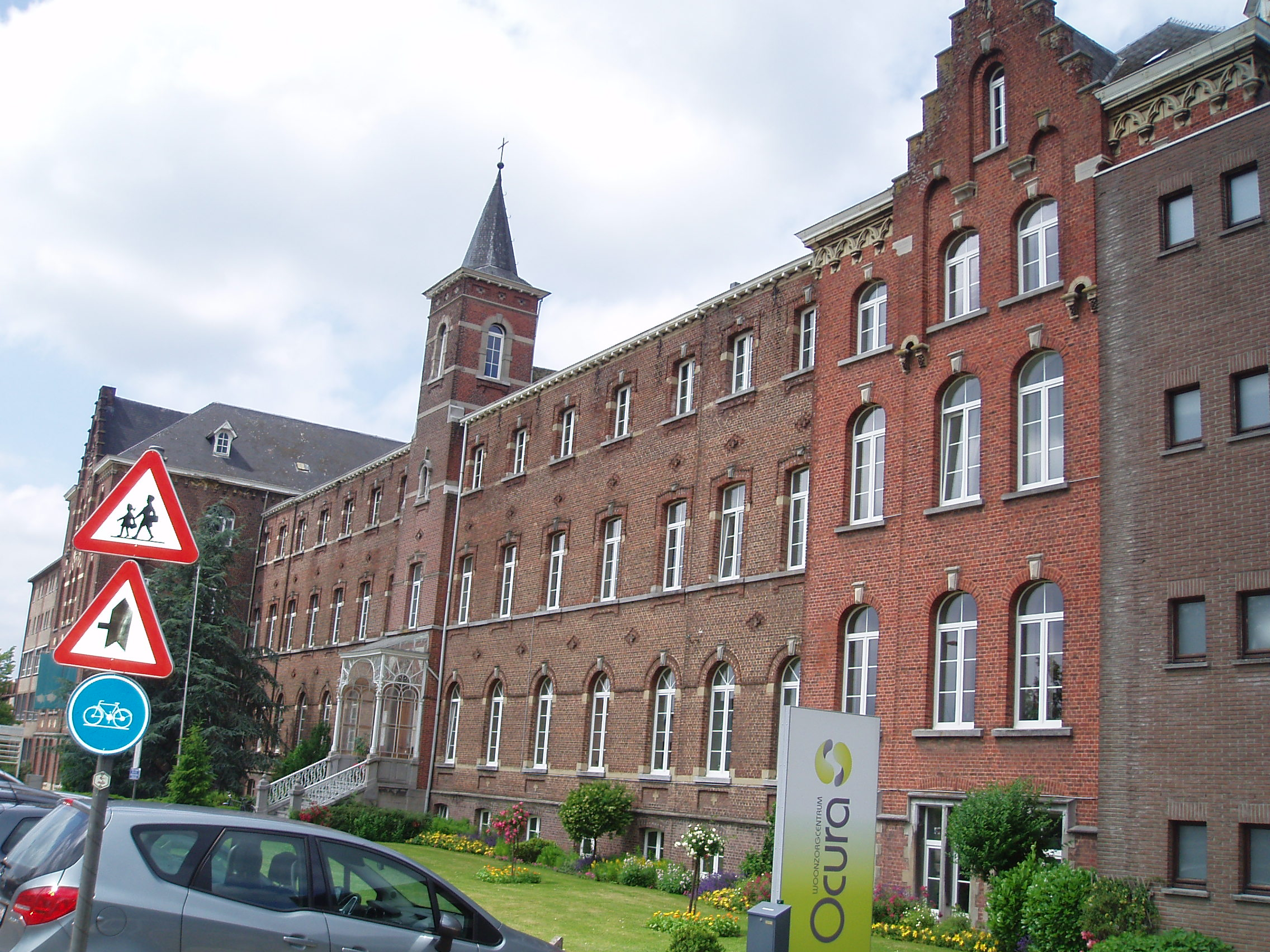
Voorgevel van het Ursulinenklooster

Het Ursulinenklooster was een klooster van de zusters Ursulinen, gelegen aan de Diestsesteenweg 3 te Herk-de-Stad.

## Geschiedenis
In 1851 kwamen de drie eerste Ursulinen vanuit Heikruis naar Herk-de-Stad. De Ursulinen stichtten een kostschool voor rijke kinderen, het Sint-Ursula Instituut, en met het daarmee verdiende geld werd het onderwijs aan de armen bekostigd. De kostschoolkinderen kwamen aanvankelijk uit diverse landen van Europa, zoals Engeland en Zwitserland. Het onderwijs was tot eind jaren '30 van de 20e eeuw Franstalig, waarna het Nederlands in zwang kwam. Later kwamen er vooral kinderen van zelfstandigen en kinderen die les volgden aan de hotelschool. Voor de internen waren er twee slaapzalen met chambretten, Dit waren aan elkaar palende houten constructies met witkatoenen schuifgordijnen. In de chambrette stond telkens een hoog bed, een kleerkast, een stoel en een klein kastje voor de waterkan en de waskom. Later kwamen er ook kamers. De zusters die de kinderen moesten opletten werden vervangen door leken. Deze kinderen volgden er Nederlandstalig onderwijs In de jaren '50 van de 20e eeuw werd ook een ziekenhuis gesticht: Het Sint-Ursulaziekenhuis, nadat het klooster reeds tijdens de Wereldoorlogen dienst had gedaan als Rode Kruispost.
Het huidige schoolgebouw is van 1914. Daarnaast is er een neogotische kapel.
Door het werk van de zusters Ursulinen is Herk-de-Stad uitgegroeid tot een onderwijscentrum, waar ongeveer 3000 leerlingen onderwijs volgen. Ook is er een ziekenhuis. Een deel van het klooster is tegenwoordig als bejaardenhuis ingericht.